# 12305 Fifth Helena Drive
12305 5th Helena Dr. é uma casa em Brentwood, Los Angeles, Califórnia. A casa é mais famosa por ser a única residência que Marilyn Monroe já teve, e o local de sua morte em 4 de agosto de 1962.

## Localização
A propriedade está localizada na 12305 5th Helena Drive, no bairro de Brentwood, em Los Angeles, Califórnia.

## Visão geral
A casa térrea em estilo hacienda com 2.900 pés quadrados, fica no final de um tranquilo beco sem saída na Carmelina Ave. Construída em 1929, a propriedade em forma de L agora consiste em quatro quartos (apenas dois existiam quando Monroe morava lá) e três banheiros. No quintal, uma piscina de forma livre fica ao lado de um pomar de frutas cítricas. A casa de hóspedes fica no lado esquerdo da entrada de veículos quando se está olhando do portão da frente. Seus azulejos "Cursum Perficio" na porta da frente se traduzem em "Eu completei minha jornada".

## Propriedade
Em fevereiro de 1962, Monroe comprou a propriedade por US$ 77.500. Ela teria pago metade da casa em dinheiro e feito uma hipoteca para a segunda metade. Na madrugada de 5 de agosto de 1962, seis meses após comprar a casa, Monroe foi encontrada morta de overdose de barbitúricos em seu quarto.
Em 2017, a casa foi colocada à venda por US$ 6,9 milhões e eventualmente vendida por US$ 7,25 milhões. Os compradores eram uma LLC chamada "Glory of the Snow", administrada por Dan Lukas e Anne Jarmain.
No verão de 2023, o gerente do fundo de cobertura Emerald Lake, Lukas, e sua esposa Jarmain venderam a propriedade em uma venda fora do mercado por US$ 8,4 milhões para o "Glory of the Snow Trust", que imediatamente entrou com um pedido de licença de demolição. O aviso físico legalmente exigido não foi afixado na propriedade pelo proprietário, e a notificação legalmente exigida não foi feita pelo LADBS ao escritório do conselho local e ao equivalente do conselho do bairro. De acordo com relatos de notícias, o novo proprietário "Glory of the Snow Trust" é administrado por "Andrew Sahure"; no entanto, o nome parece ser um erro tipográfico para "Andrew Schure". Em setembro de 2023, uma petição no Change.org começou, pedindo à cidade que transformasse a casa em um museu. Uma moção solicitando que a propriedade fosse listada como histórica foi entregue à Comissão do Patrimônio Cultural de Los Angeles pela vereadora Traci Park em 8 de setembro.
Em 2024, o Conselho Municipal de Los Angeles aprovou que a casa de Monroe fosse designada como Monumento Histórico Cultural.